# La Porcherie
La Porcherie (tiếng Occitan: La Porcharia) là một xã của tỉnh Haute-Vienne, thuộc vùng Nouvelle-Aquitaine, miền trung nước Pháp.